# Sailor Moon Crystal
Sailor Moon Crystal ist die zweite Animeserie und insgesamt die dritte Serie, die auf der Mangareihe Sailor Moon der japanischen Zeichnerin Naoko Takeuchi basiert. Dieser Anime wurde im Rahmen des 20. Jubiläums des Sailor-Moon-Franchises produziert. Er umfasst drei Staffeln mit 39 Episoden sowie zwei Filme.
Die ersten beiden Staffeln, in denen der erste Arc Dark Kingdom und der zweite Arc Black Moon adaptiert wurden, erschienen als Web-Anime auf der Videoplattform Nico Nico Douga von Juli 2014 bis Juli 2015. Eine dritte Staffel, die den dritten Arc Infinity adaptiert, wurde im japanischen Fernsehen von April bis Juni 2016 als Death Busters Arc ausgestrahlt.
Der vierte Arc Dream wurde als Dead Moon Arc unter dem Titel Sailor Moon Eternal als zweiteiliger Film umgesetzt und im Frühjahr 2021 in den japanischen Kinos veröffentlicht.
Der fünfte und letzte Arc Stars wurde als Shadow Galactica Arc unter dem Titel Sailor Moon Cosmos ebenfalls als zweiteiliger Film umgesetzt und im Frühsommer 2023 in den japanischen Kinos veröffentlicht.
Im Gegensatz zum ersten Anime ist Sailor Moon Crystal komplett ohne Füllepisoden, da die Vorlage bereits abgeschlossen ist. Sailor Moon Crystal sowie die nachfolgenden Filme stellen eine Neuinterpretation des Mangas dar und orientieren sich stärker an diesem.

## Inhalt
Usagi Tsukino ist ein normales 14-jähriges Mädchen, welches etwas tollpatschig ist, bis zu jenem Zeitpunkt, als sie die sprechende Katze Luna trifft. Luna erklärt ihr, dass Usagi Sailor Moon sei und gegen das Böse kämpfen müsse. Sie findet weitere Kameraden und gemeinsam mit Ami Mizuno (Sailor Mercury), Rei Hino (Sailor Mars), Makoto Kino (Sailor Jupiter) und Minako Aino (Sailor V/Sailor Venus) stellt sie sich in der ersten Staffel dem Dark Kingdom, welches auf der Suche nach dem Magischen Silberkristall ist und diesen für ihre bösen Zwecke missbrauchen möchte. Usagi findet auch bald ihre große Liebe Mamoru Chiba (Tuxedo Mask). Es stellt sich heraus, dass Usagi die wiedergeborene Prinzessin des Mondes Princess Serenity ist und Mamoru der wiedergeborene Prinz der Erde Prince Endymion.
Nach dem Sieg über Queen Metalia, der Herrscherin des Dark Kingdom, treffen Usagi und Mamoru auf ein kleines Mädchen, welches vom Himmel fällt und sich als Usagi vorstellt. Im Verlauf der zweiten Staffel wird klar, dass Chibiusa (Sailor Chibi Moon) – wie sie nunmehr genannt wird – aus der Zukunft stammt und die Tochter von Usagi (Neo Queen Serenity) und Mamoru (King Endymion) ist. Sie ist aus der Zukunft gekommen, um ihre Mutter vor dem Black Moon Clan zu retten, welcher ebenfalls in der Gegenwart aufgetaucht ist. Es kommt letztendlich – nach einigen Zeitreisen und vielen Verwirrungen – in der Zukunft zum großen Kampf gegen Death Phantom, dem wahren Feind und Initiator von Black Moon.
In der dritten Staffel zeigt sich ein neuer Feind in Form der Death Busters, Außerirdische die aus einer anderen Galaxie gekommen sind und langsam die Erde infiltrieren, um diese zu ihrer neuen Heimat zu machen. Bei der Auseinandersetzung mit der neuen Bedrohung treffen Usagi und ihre Gefährtinnen auf die neuen Sailor-Kriegerinnen Sailor Uranus (Haruka Tennoh) und Sailor Neptune (Michiru Kaioh), welche zusammen mit Sailor Pluto (Setsuna Meioh) inmitten der Kämpfe gegen die Death Busters versuchen, das Erwachen von Sailor Saturn (Hotaru Tomoe) aufzuhalten, da diese die Zerstörung der Erde bringen soll. Es kommt dadurch zum Zwiespalt zwischen den Sailor-Kriegerinnen des Inneren und des Äußeren Sonnensystems, welcher letztlich beigelegt werden kann und Super Sailor Moon erwachen lässt. Diese stellt sich schließlich gemeinsam mit Sailor Saturn dem Oberhaupt der Death Busters, Pharao 90, und kann die Vernichtung noch rechtzeitig verhindern.

## Entstehung
Am 6. Juli 2012 wurde auf dem Sailor Moon 20th Anniversary Special Event in Tokio ein neuer Sailor-Moon-Anime für Sommer 2013 angekündigt. Der Termin wurde erst auf die Winter-Saison 2013/2014 und schließlich auf Juli 2014 verschoben. Am 28. September 2015 gab die offizielle Sailor-Moon-Webseite bekannt, dass die dritte Staffel, in der der dritte Arc (Infinity) adaptiert wird, sich in Produktion befindet. Im Januar 2016 wurde auf der offiziellen Homepage der Serie bekannt gegeben, dass die dritte Staffel im Frühling 2016 veröffentlicht werden soll. Regie in den ersten beiden Staffeln führte Munehisa Sakai und in der dritten Staffel Chiaki Kon. Das Charakterdesign der ersten beiden Arcs stammte von Yukie Sakō. In der dritten Staffel übernahm das Charakterdesign Akira Takahashi. Die Verwandlungsszenen und Teile der Opening-Animation wurden in den ersten beiden Staffeln mithilfe von CGI-Bildern erstellt.

## Ausstrahlung
Die ersten beiden Staffeln von Sailor Moon Crystal liefen vom 5. Juli 2014 bis zum 18. Juli 2015 als Web-Anime auf der Videoplattform Nico Nico Douga weltweit in japanischer Sprache mit chinesischen (traditionell und vereinfacht), deutschen, englischen, französischen, indonesischen, italienischen, koreanischen, malaiischen, portugiesischen, spanischen und türkischen Untertiteln. Neben der Ausstrahlung im Internet, wurde die Serie vom 6. April bis zum 28. September 2015 im japanischen Fernsehen auf Tokyo MX ausgestrahlt. Die dritte Staffel wurde vom 4. April bis zum 27. Juni 2016 ebenfalls auf Tokyo MX ausgestrahlt.
Die deutschsprachige Erstausstrahlung der ersten Staffel lief vom 31. Januar bis zum 13. März 2016 auf dem deutschen Pay-TV-Sender Animax. Bereits vor der deutschen Fernseherstausstrahlung wurde die erste Episode auf Spiegel Online gestreamt. Durch die Umstellung vom Pay-TV-Sender zum Video-on-Demand-Service wurde die zweite Staffel in das VoD-Angebot übernommen. Ab dem 1. Juli 2016 waren zunächst die ersten sechs Episoden verfügbar, eine Woche später ab dem 7. Juli 2016 wurden auch die restlichen sechs Episoden zum Abruf bereitgestellt. Die dritte Staffel von Sailor Moon Crystal war ab dem 5. Januar 2017, wie es schon bei der zweiten Staffel der Fall war, ein Jahr lang auf Animax abrufbar. Dabei wurden ab dem 5. Januar 2017 zunächst die ersten sechs Episoden zum Abruf bereitgestellt und ab dem 12. Januar 2017 die Episoden 7 bis 13. Zudem war die erste Folge der dritten Staffel vom 17. bis 30. November 2016 auch für Nicht-Kunden verfügbar. Vom 2. November 2019 bis zum 14. März 2020 zeigte der Sender sixx die Serie wöchentlich in Doppelfolgen als deutsche Free-TV-Premiere.

## Episodenliste
Staffel 1 (Dark Kingdom Arc)
| Folge (gesamt) | Folge (Staffel) | Deutscher Titel                                                            | (transkribierter) Originaltitel                      | Erstausstrahlung (OmU) | Deutschsprachige Erstausstrahlung |
| -------------- | --------------- | -------------------------------------------------------------------------- | ---------------------------------------------------- | ---------------------- | --------------------------------- |
| 1              | 1               | Akt 1: Usagi -Sailor Moon-                                                 | Act.1: Usagi -Sailor Moon-                           | 5. Juli 2014           | 31. Januar 2016                   |
| 2              | 2               | Akt 2: Ami -Sailor Mercury-                                                | Act.2: Ami -Sailor Mercury-                          | 19. Juli 2014          | 31. Januar 2016                   |
| 3              | 3               | Akt 3: Rei -Sailor Mars-                                                   | Act.3: Rei -Sailor Mars-                             | 2. August 2014         | 7. Februar 2016                   |
| 4              | 4               | Akt 4: Maskenball (OmU: Akt 4: Masquerade -Maskenball-)                    | Act.4: Masquerade -Kamenbudōkai-                     | 16. August 2014        | 7. Februar 2016                   |
| 5              | 5               | Akt 5: Makoto -Sailor Jupiter-                                             | Act.5: Makoto -Sailor Jupiter-                       | 6. September 2014      | 14. Februar 2016                  |
| 6              | 6               | Akt 6: Tuxedo Mask                                                         | Act.6: Tuxedo Kamen -Tuxedo Mask-                    | 20. September 2014     | 14. Februar 2016                  |
| 7              | 7               | Akt 7: Mamoru Chiba -Tuxedo Mask-                                          | Act.7: Chiba Mamoru -Tuxedo Mask-                    | 4. Oktober 2014        | 21. Februar 2016                  |
| 8              | 8               | Akt 8: Minako -Sailor V-                                                   | Act.8: Minako -Sailor V-                             | 18. Oktober 2014       | 21. Februar 2016                  |
| 9              | 9               | Akt 9: Prinzessin Serenity (OmU: Akt 9: Serenity -Princess-)               | Act.9: Serenity -Princess-                           | 1. November 2014       | 28. Februar 2016                  |
| 10             | 10              | Akt 10: Der Mond (OmU: Akt 10: Moon -Mond-)                                | Act.10: Moon -Tsuki-                                 | 15. November 2014      | 28. Februar 2016                  |
| 11             | 11              | Akt 11: Endymion -Wiedersehen- (OmU: Akt 11: Wiedersehen -Endymion-)       | Act.11: Saikai -Endymion-                            | 6. Dezember 2014       | 6. März 2016                      |
| 12             | 12              | Akt 12: Queen Metalia -Der Feind- (OmU: Akt 12: Der Feind -Queen Metaria-) | Act.12: Teki -Queen Metaria-                         | 20. Dezember 2014      | 6. März 2016                      |
| 13             | 13              | Akt 13: Entscheidungskampf -Reincarnation-                                 | Act.13: Kessen -Reincarnation-                       | 3. Januar 2015         | 13. März 2016                     |
| 14             | 14              | Akt 14: Ein Ende und ein Anfang -Petite Étrangère-                         | Act.14: Shūketsu Soshite Hajimari -Petite Étrangère- | 17. Januar 2015        | 13. März 2016                     |

Staffel 2 (Black Moon Arc)
| Folge (gesamt) | Folge (Staffel) | Deutscher Titel                                                                  | (transkribierter) Originaltitel       | Erstausstrahlung (OmU) | Deutschsprachige Erstausstrahlung |
| -------------- | --------------- | -------------------------------------------------------------------------------- | ------------------------------------- | ---------------------- | --------------------------------- |
| 15             | 1               | Akt 15: Invasion -Sailor Mars-                                                   | Act.15: Shinnyū -Sailor Mars-         | 7. Februar 2015        | 1. Juli 2016                      |
| 16             | 2               | Akt 16: Entführung -Sailor Mercury-                                              | Act.16: Yūkai -Sailor Mercury-        | 21. Februar 2015       | 1. Juli 2016                      |
| 17             | 3               | Akt 17: Geheimnis -Sailor Jupiter- (OmU: Akt 17: Ein Geheimnis -Sailor Jupiter-) | Act.17: Himitsu -Sailor Jupiter-      | 7. März 2015           | 1. Juli 2016                      |
| 18             | 4               | Akt 18: Invasion -Sailor Venus-                                                  | Act.18: Shinryaku -Sailor Venus-      | 21. März 2015          | 1. Juli 2016                      |
| 19             | 5               | Akt 19: Time Warp -Sailor Pluto-                                                 | Act.19: Time Warp -Sailor Pluto-      | 4. April 2015          | 1. Juli 2016                      |
| 20             | 6               | Akt 20: Crystal Tokyo -King Endymion-                                            | Act.20: Crystal Tokyo -King Endymion- | 18. April 2015         | 1. Juli 2016                      |
| 21             | 7               | Akt 21: Komplikation -Nemesis- (OmU: Akt 21: Verwirrungen -Nemesis-)             | Act.21: Sakusō -Nemesis-              | 2. Mai 2015            | 7. Juli 2016                      |
| 22             | 8               | Akt 22: Verborgenes Motiv -Nemesis- (OmU: Akt 22: Erwartungen -Nemesis-)         | Act.22: Omowaku -Nemesis-             | 16. Mai 2015           | 7. Juli 2016                      |
| 23             | 9               | Akt 23: Manipulation -Wiseman-                                                   | Act.23: An'yaku -Wiseman-             | 6. Juni 2015           | 7. Juli 2016                      |
| 24             | 10              | Akt 24: Angriff -Black Lady-                                                     | Act.24: Kōgeki -Black Lady-           | 20. Juni 2015          | 7. Juli 2016                      |
| 25             | 11              | Akt 25: Konfrontation -Death Phantom-                                            | Act.25: Taiketsu -Death Phantom-      | 4. Juli 2015           | 7. Juli 2016                      |
| 26             | 12              | Akt 26: Wiedergeburt -Never Ending-                                              | Act.26: Saisei -Never Ending-         | 18. Juli 2015          | 7. Juli 2016                      |

Staffel 3 (Death Busters Arc)
| Folge (gesamt) | Folge (Staffel) | Deutscher Titel                                         | (transkribierter) Originaltitel                                          | Erstausstrahlung Japan | Deutschsprachige Erstausstrahlung |
| -------------- | --------------- | ------------------------------------------------------- | ------------------------------------------------------------------------ | ---------------------- | --------------------------------- |
| 27             | 1               | Akt 27: Infinity 1 -Vorahnung- (Teil 1)                 | Act.27: Mugen 1 Yokan – Zenpen                                           | 4. April 2016          | 17. November 2016                 |
| 28             | 2               | Akt 27: Infinity 1 -Vorahnung- (Teil 2)                 | Act.27: Mugen 1 Yokan – Kōhen                                            | 11. April 2016         | 5. Januar 2017                    |
| 29             | 3               | Akt 28: Infinity 2 -Wellenkreise-                       | Act.28: Mugen 2 Hamon                                                    | 18. April 2016         | 5. Januar 2017                    |
| 30             | 4               | Akt 29: Infinity 3 -Zwei neue Kriegerinnen-             | Act.29: Mugen 3 Futari New Soldiers                                      | 25. April 2016         | 5. Januar 2017                    |
| 31             | 5               | Akt 30: Infinity 4 -Sailor Neptune – Sailor Uranus-     | Act.30: Mugen 4 Sailor Uranus Ten'nō Haruka, Sailor Neptune Kaiō Michiru | 2. Mai 2016            | 5. Januar 2017                    |
| 32             | 6               | Akt 31: Infinity 5 -Sailor Pluto – Setsuna Meioh-       | Act.31: Mugen 5 Sailor Pluto Meiō Setsuna                                | 9. Mai 2016            | 5. Januar 2017                    |
| 33             | 7               | Akt 32: Infinity 6 -Drei Kriegerinnen-                  | Act.32: Mugen 6 3 Senshi                                                 | 16. Mai 2016           | 12. Januar 2017                   |
| 34             | 8               | Akt 33: Infinity 7 -Transformation – Super Sailor Moon- | Act.33: Mugen 7 Henshin Super Sailor Moon                                | 23. Mai 2016           | 12. Januar 2017                   |
| 35             | 9               | Akt 34: Infinity 8 -Infinity Labyrinth-                 | Act.34: Mugen 8 „Labyrinth Mugen“ 1                                      | 30. Mai 2016           | 12. Januar 2017                   |
| 36             | 10              | Akt 35: Infinity 9 -Infinity Labyrinth 2-               | Act.35: Mugen 9 „Labyrinth Mugen“ 2                                      | 6. Juni 2016           | 12. Januar 2017                   |
| 37             | 11              | Akt 36: Infinity 10 -Infinity – Der Himmel-             | Act.36: Mugen 10 Mugendai – Jōkū                                         | 13. Juni 2016          | 12. Januar 2017                   |
| 38             | 12              | Akt 37: Infinity 11 -Infinity – Urteil-                 | Act.37: Mugen 11 Mugendai – Shinpan                                      | 20. Juni 2016          | 12. Januar 2017                   |
| 39             | 13              | Akt 38: Infinity 12 -Infinity – Aufbruch-               | Act.38: Mugen 12 Mugendai – Tabidachi                                    | 27. Juni 2016          | 12. Januar 2017                   |

## DVD- und Blu-ray-Veröffentlichungen

### Japan
Vom 15. Oktober 2014 bis zum 7. Oktober 2015 brachte King Records den Dark Kingdom Arc sowie den Black Moon Arc in einer limitierten Blu-ray-Version mit Gimmicks auf 13 Volumes heraus. Eine unlimitierte Edition wurde vom 12. November 2014 bis zum 11. November 2015 auf DVD und Blu-ray veröffentlicht. Jede Volume hat zwei Episoden. Für diese Veröffentlichungen wurde das Bildmaterial nochmal überarbeitet und produktionstechnische Fehler ausgebessert.

### Deutschsprachiger Raum
Am 6. Dezember 2015 wurde bekannt, dass das deutsche Anime-Label Kazé Deutschland sich die Verleihrechte an Sailor Moon Crystal gesichert hat. Eine Veröffentlichung der Serie auf DVD und Blu-ray erfolgte von April 2016 bis Februar 2018.
Die Boxen 1, 3 und 5 erschienen im limitierten Sammelschuber mit einem Platzhalter für die jeweils nächste Box. Die zwei Magnete der ersten Box, der Magnet und der Lippenbalsam der dritten Box sowie die drei Magnete und das Poster der fünften sind als Gimmicks jeweils nur in der Ausgabe mit Pappschuber enthalten. Anders als beim japanischen Release erschienen in Deutschland Boxen zu je sechs bis sieben Episoden pro Box.
Bei den Boxen 5 und 6 stimmt die Angabe über die Aufteilung der Episoden nicht. Akt 33 (Episode 34) soll auf dem ersten Volume sein, ist aber auf dem zweiten enthalten, da sich Akt 27 auf zwei Episoden verteilt. Die Boxen enthalten zudem mehrere Rechtschreibfehler sowie inhaltliche Fehler.
| Name  | Episoden | Laufzeit | VÖ-Datum          | Zusätzliche Informationen |
| ----- | -------- | -------- | ----------------- | --- |
| Box 1 | 7        | 175 Min. | 29. April 2016    | Enthält die Episoden 1 bis 7; Extras: vier Postkarten, ein 48-seitiges Booklet, zwei Magnete, erstes Intro und Outro ohne Text                                             |
| Box 2 | 6        | 150 Min. | 24. Juni 2016     | Enthält die Episoden 8 bis 13; Extras: drei Postkarten, ein 36-seitiges Booklet, Making-of der Synchronisation – Teil 1 (Dauer: 45 Minuten)                                |
| Box 3 | 7        | 175 Min. | 27. August 2016   | Enthält die Episoden 14 bis 20; Extras: ein Lippenbalsam, ein Magnet, ein 36-seitiges Booklet, drei Postkarten, Making-of der Synchronisation – Teil 2 (Dauer: 37 Minuten) |
| Box 4 | 6        | 150 Min. | 4. November 2016  | Enthält die Episoden 21 bis 26; Extras: ein 32-seitiges Booklet, drei Postkarten, eine Dokumentation (Dauer: 14 Minuten)                                                   |
| Box 5 | 7        | 175 Min. | 24. November 2017 | Enthält die Episoden 27 bis 33; Extras: ein 32-seitiges Booklet, eine Postkarte, ein Poster, drei Magnete, zweites Intro und Outro ohne Text                               |
| Box 6 | 6        | 150 Min. | 9. Februar 2018   | Enthält die Episoden 34 bis 39; Extras: ein 24-seitiges Booklet, zwei Postkarten                                                                                           |

## Synchronisation
Die deutsche Synchronfassung wurde im Auftrag von Toei Animation Europe durch das Synchronstudio Rescue Film erstellt. Die deutsche Dialogregie übernahmen Pascal Breuer, Caroline Combrinck und Dominik Auer, welcher nur für die ersten beiden Staffeln zur Verfügung stand. Die Dialogbücher der ersten beiden Staffeln verfassten Sonja Tièschky, Uwe Thomsen, Beate Pfeiffer, Tamara Denic und Korbinian Hamberger, die der dritten Staffel Florian Kramer. Unterstützt wurde das Team durch Stavros Koliantzas (Gründer der größten deutschsprachigen Fan-Community zu Sailor Moon, SailorMoonGerman), welcher in den ersten beiden Staffeln als Roh-Übersetzer sowie als Teil der Redaktion mitwirkte.
Während die Synchronisation der ersten Serie auf Deutsch noch viel Dialogzensur beinhaltete, verzichtete man bei Sailor Moon Crystal auf diese Zensur. Zudem wurden fast alle Namen und Verwandlungssprüche aus der japanischen Version übernommen. Sämtliche Sprecherrollen, mit Ausnahme von Usagi Tsukino, wurden in der japanischen Originalfassung sowie in der deutschen Synchronisation neu besetzt.
Helden
| Figur                                                             | Japanischer Synchronsprecher (Seiyū) | Deutscher Synchronsprecher |
| ----------------------------------------------------------------- | ------------------------------------ | -------------------------- |
| Usagi Tsukino alias Sailor Moon alias Princess/Neo Queen Serenity | Kotono Mitsuishi                     | Sabine Bohlmann            |
| Mamoru Chiba alias Tuxedo Mask alias Prince/King Endymion         | Kenji Nojima                         | Johannes Raspe             |
| Ami Mizuno alias Sailor Mercury                                   | Hisako Kanemoto                      | Leslie-Vanessa Lill        |
| Rei Hino alias Sailor Mars                                        | Rina Satō                            | Laura Maire                |
| Makoto Kino alias Sailor Jupiter                                  | Ami Koshimizu                        | Lea Kalbhenn               |
| Minako Aino alias Sailor Venus                                    | Shizuka Itō                          | Caroline Combrinck         |
| Usagi „Chibiusa“ Tsukino alias Sailor Chibi Moon alias Small Lady | Misato Fukuen                        | Patricia Strasburger       |
| Setsuna Meioh alias Sailor Pluto                                  | Ai Maeda                             | Christine Stichler         |
| Haruka Tennoh alias Sailor Uranus                                 | Junko Minagawa                       | Kathrin Gaube              |
| Michiru Kaioh alias Sailor Neptune                                | Sayaka Ohara                         | Maren Rainer               |
| Hotaru Tomoe alias Sailor Saturn                                  | Yukiyo Fujii                         | Shandra Schadt             |

Gegner
| Figur                              | Japanischer Synchronsprecher (Seiyū) | Deutscher Synchronsprecher |
| ---------------------------------- | ------------------------------------ | -------------------------- |
| Queen Beryl                        | Misa Watanabe                        | Angela Wiederhut           |
| Jadeite                            | Daisuke Kishio                       | Tim Schwarzmaier           |
| Nephrite                           | Kōsuke Toriumi                       | Oliver Scheffel            |
| Zoisite                            | Masaya Matsukaze                     | Julian Manuel              |
| Kunzite                            | Eiji Takemoto                        | Patrick Schröder           |
| Queen Metalia                      | Yōko Matsuoka                        | Eva Maria Bayerwaltes      |
| Wiseman alias Death Phantom        | Hiroshi Iwasaki                      | Berno von Cramm            |
| Prince Demand                      | Mamoru Miyano                        | Nils Dienemann             |
| Saphir                             | Tsubasa Yonaga                       | Max Felder                 |
| Rubeus                             | Hiroki Takahashi                     | Patrick Roche              |
| Esmeraude                          | Hōko Kuwashima                       | Melanie Manstein           |
| Koan                               | Satsuki Yukino                       | Ulla Wagener               |
| Berthier                           | Rumi Kasahara                        | Claudia Lössl              |
| Petz                               | Wasabi Mizuta                        | Katharina Schwarzmaier     |
| Calaveras                          | Tomoe Hanba                          | Claudia Jacobacci          |
| Chiral                             | Wataru Hatano                        | Felix Auer                 |
| Achiral                            | Kazunari Tanaka                      | Matthias Ransberger        |
| Black Lady alias Chibiusa Tsukino  | Misato Fukuen                        | Patricia Strasburger       |
| Master Pharao 90                   | Takaya Hashi                         | Kai Taschner               |
| Kaolinite alias Kaori              | Hikari Yono                          | Elisabeth Günther          |
| Professor Soichi Tomoe / Germatoid | Takuya Kirimoto                      | Alexander Brem             |
| Eudial alias Yuko Arimura          | Chiaki Takahashi                     | Maja Byhahn                |
| Mimete alias Mimi Hanyu            | Yuki Nagaku                          | Katharina Iacobescu        |
| Viluy alias Yui Bido               | Rina Honnizumi                       | Zina Laus                  |
| Tellu alias Ruru Teruno            | Naomi Ōzora                          | Nicola Grupe-Arnoldi       |
| Cyprine & Petilol                  | Umeka Shōji                          | Farina Brock               |
| Mistress 9 alias Hotaru Tomoe      | Yukiyo Fujii                         | Shandra Schadt             |

Nebencharaktere
| Figur           | Japanischer Synchronsprecher (Seiyū) | Deutscher Synchronsprecher                                  |
| --------------- | ------------------------------------ | ----------------------------------------------------------- |
| Luna            | Ryō Hirohashi                        | Maresa Sedlmeir                                             |
| Artemis         | Yōhei Ōbayashi                       | René Oltmanns                                               |
| Ikuko Tsukino   | Yūko Mizutani                        | Ilena Gwisdalla                                             |
| Kenji Tsukino   | Mitsuaki Madono                      | Pascal Breuer                                               |
| Shingo Tsukino  | Seira Ryū                            | Jason Klare                                                 |
| Naru Osaka      | Satomi Satō                          | Anna Ewelina                                                |
| Gurio Umino     | Daiki Yamashita                      | Felix Mayer                                                 |
| Motoki Furuhata | Hiroshi Okamoto                      | Leonard Hohm                                                |
| Reika Nishimura | Mai Nakahara                         | Eva-Maria Reichert                                          |
| Queen Serenity  | Mami Koyama                          | Caroline Ebner                                              |
| Diana           | Shoko Nakagawa                       | Bettina Zech                                                |
| Itto Asanuma    | Daisuke Sakaguchi                    | Felix Auer (Folge 15) Karim El Kammouchi (Folge 17–18 & 28) |

## Musik
Die Musik wurde von Yasuharu Takanashi komponiert und von King Records produziert und vermarktet. Der Vorspanntitel der ersten beiden Staffeln ist Moon Pride und der Abspanntitel Gekkō (月虹, „Mondregenbogen“), jeweils gesungen von der Idol-Popgruppe Momoiro Clover Z.
Von dem Vorspanntitel zur dritten Staffel New Moon ni Koishite (ニュームーンに恋して) gibt es drei verschiedene Versionen. Die erste Version singt bis Folge 30 sowie in Folge 39 Etsuko Yakushimaru, die zweite bis Folge 34 Mitsuko Horie und die dritte Version bis Folge 38 Momoiro Clover Z. Für die dritte Staffel gibt es auch drei verschiedene Abspanntitel. Der erste Eternal Eternity wird bis Folge 30 sowie in Folge 39 von Junko Minagawa und Sayaka Ohara gesungen. Der zweite heißt Otome no Susume (乙女のススメ) und wird bis Folge 34 von Misato Fukuen gesungen. Das dritte Lied Eien Dake ga Futari o Kakeru (永遠だけが二人を架ける) singt bis Folge 38 Kenji Nojima.
Bisher sind zum Soundtrack sechs CD-Publikationen erschienen.
| Titel                                             | Typ    | Tracks | Länge [min] | Veröffentlichung  | Bemerkung |
| ------------------------------------------------- | ------ | ------ | ----------- | ----------------- | --- |
| Moon Pride                                        | Single | 4 & 6  | 16 & 25     | 30. Juli 2014     | Single von Momoiro Clover Z. Gibt es in zwei Editionen, der Sailor Moon Crystal Edition und der Momoclo Edition. - Sailor Moon Crystal Edition: Sailor Moon Crystal Cover. Neben der CD ist dieser Edition noch eine BluRay mit einem Musikvideo beigefügt. CD beinhaltet: Moon Pride und Gekkō. - Momoclo-Edition: Cover mit Momoiro Clover Z als Sailor-Kriegerinnen. CD beinhaltet: derselbe Inhalt wie Sailor Moon Crystal Edition, zusätzlich eine Neuinterpretation von Moon Revenge |
| Sailor Moon Crystal Original Soundtracks          | Album  | 54     | 99          | 24. Dezember 2014 | Der Soundtrack ist auf zwei Discs aufgeteilt. Auf Disc 1 sind 30 und auf Disc 2 24 Tracks. |
| New Moon ni Koishite/Eternal Eternity             | Single | 4      | 18          | 27. April 2016    | CD beinhaltet die erste Version des Intros der dritten Staffel gesungen von Etsuko Yakushimaru und das erste Ending gesungen von Junko Minagawa und Sayaka Ohara. |
| New Moon ni Koishite/Otome no Susume              | Single | 4      | 24          | 25. Mai 2016      | CD beinhaltet die zweite Version des Intros der dritten Staffel gesungen von Mitsuko Horie und das zweite Ending gesungen von Misato Fukuen. |
| New Moon ni Koishite/Eien Dake ga Futari o Kakeru | Single | 4      | 30          | 22. Juni 2016     | CD beinhaltet die dritte Version des Intros der dritten Staffel gesungen von Momoiro Clover Z und das dritte Ending gesungen von Kenji Nojima. |
| Sailor Moon Crystal Original Soundtrack II        | Album  | 52     | 86          | 27. Juli 2016     | Der Soundtrack ist auf zwei Discs aufgeteilt. Auf Disc 1 sind 29 und auf Disc 2 23 Tracks. |

## Sailor Moon Eternal

### Handlung
Teil 1
Als es im April zu einer Sonnenfinsternis kommt, begegnen Usagi und Chibiusa einem mysteriösen Pegasus mit dem Namen Helios, welcher nach einer „holden Maid“ ruft. Diese soll ihm helfen, das Siegel des Goldenen Kristalls zu brechen. Auch in Chibiusas Träumen taucht er auf und bittet sie dabei um Hilfe. Währenddessen erscheint eine mysteriöse Gruppe namens Dead Moon Circus. Ihr Ziel ist es Albtraum-Inkarnationen, die Lemures genannt werden, auf der ganzen Welt zu verteilen, den Magischen Silberkristall zu erhalten und so die Erde, den Mond und schließlich das Universum zu regieren. Während Chibiusa langsam Gefühle für Helios entwickelt, distanziert sich Mamoru von Usagi, da er befürchtet, dass sie in Gefahr gerät, wenn sie in seiner Nähe ist.
Teil 2
Die zehn Sailor-Kriegerinnen haben sich zur großen Schlacht versammelt. Doch die Königin von Dead Moon, Nehelennia, greift mit der Kraft ihrer „Albträume“ an. Während Helios seine letzten Kräfte einsetzt, um die Erde zu retten, wird Usagi in Nehelennias Albtraum hineingezogen, jedoch durch Tuxedo Masks starke Liebe ermutigt und befreit. Mit der Kraft der anderen Super-Sailor-Kriegerinnen verwandelt sich Usagi in Eternal Sailor Moon und schließlich werden alle Eternal-Formen der Kriegerinnen erweckt, um so final Nehelennia entgegenzutreten.

### Entstehung
Ende Juni 2017 wurde bekannt, dass der vierte Arc des Mangas (Dream) als Dead Moon Arc unter dem Titel Sailor Moon Eternal als zweiteilige Filmreihe adaptiert werden soll. Das Filmprojekt wurde durch die Studios Tōei Animation und Studio Deen produziert, während Chiaki Kon wieder die Regie übernahm. Der Erste der beiden Filme sollte ursprünglich am 11. September 2020 in den japanischen Kinos erscheinen. Der Termin für den ersten Teil wurde jedoch durch die COVID-19-Pandemie auf den 8. Januar 2021 verschoben und die Veröffentlichung des zweiten Teils folgte am 11. Februar 2021. Die beiden Filme wurden weltweit – u. a. in deutscher Synchronisation – am 3. Juni 2021 auf Netflix veröffentlicht.

### Synchronisation
Die deutsche Synchronfassung wurde im Auftrag von Netflix durch das Synchronstudio FFS Film- & Fernseh-Synchron GmbH unter der Dialogregie von Matthias von Stegmann, der auch das Dialogbuch geschrieben hat, erstellt.
| Figur                                                                            | Japanischer Synchronsprecher (Seiyū) | Deutscher Synchronsprecher               |
| -------------------------------------------------------------------------------- | ------------------------------------ | ---------------------------------------- |
| Usagi Tsukino alias Sailor Moon alias Princess/Neo Queen Serenity                | Kotono Mitsuishi                     | Sabine Bohlmann                          |
| Mamoru Chiba alias Tuxedo Mask alias Prince/King Endymion                        | Kenji Nojima Mutsumi Tamura (Kind)   | Johannes Raspe Niklas Gebendorfer (Kind) |
| Ami Mizuno alias Sailor Mercury                                                  | Hisako Kanemoto                      | Leslie-Vanessa Lill                      |
| Rei Hino alias Sailor Mars                                                       | Rina Satō                            | Laura Maire                              |
| Makoto Kino alias Sailor Jupiter                                                 | Ami Koshimizu                        | Lea Kalbhenn                             |
| Minako Aino alias Sailor Venus                                                   | Shizuka Itō                          | Caroline Combrinck                       |
| Chibiusa Tsukino alias Sailor Chibi Moon alias Small Lady/Princess Lady Serenity | Misato Fukuen                        | Patricia Strasburger                     |
| Luna                                                                             | Ryō Hirohashi                        | Maresa Sedlmeir                          |
| Artemis                                                                          | Taishi Murata                        | René Oltmanns                            |
| Diana                                                                            | Shoko Nakagawa                       | Bettina Zech                             |
| Setsuna Meioh alias Sailor Pluto                                                 | Ai Maeda                             | Christine Stichler                       |
| Haruka Tennoh alias Sailor Uranus                                                | Junko Minagawa                       | Kathrin Gaube                            |
| Michiru Kaioh alias Sailor Neptune                                               | Sayaka Ohara                         | Maren Rainer                             |
| Hotaru Tomoe alias Sailor Saturn                                                 | Yukiyo Fujii                         | Shandra Schadt                           |
| Pegasus alias Helios                                                             | Yoshitsugu Matsuoka                  | Matthias von Stegmann                    |
| Königin Nehelennia                                                               | Nanao                                | Natascha Geisler                         |
| Zirconia                                                                         | Naomi Watanabe                       | Ilona Grandke                            |
| Cere-Cere alias Sailor Ceres                                                     | Reina Ueda                           | Angelina Markiefka                       |
| Palla-Palla alias Sailor Pallas                                                  | Sumire Morohoshi                     | Laura Jenni                              |
| Jun-Jun alias Sailor Juno                                                        | Yuko Hara                            | Alina Freund                             |
| Ves-Ves alias Sailor Vesta                                                       | Rie Takahashi                        | Pola Jane O’Mara                         |
| Fish Eye                                                                         | Shouta Aoi                           | Maximilian Belle                         |
| Tiger’s Eye                                                                      | Satoshi Hino                         | Benedikt Weber                           |
| Hawk’s Eye                                                                       | Toshiyuki Toyonaga                   | Benedikt Gutjan                          |
| Xenotime                                                                         | Yohei Azakami                        | Tobias John von Freyend                  |
| Zeolite                                                                          | Ryohei Arai                          | Tobias John von Freyend                  |
| Phobos                                                                           | Kanami Taguchi                       | Zina Laus                                |
| Deimos                                                                           | Aya Yamane                           | Nina Steils                              |
| Amis Mutter                                                                      | Naomi Shindō                         | Tatjana Pokorny                          |
| Reis Großvater                                                                   | Hirohiko Kakegawa                    | Andreas Borcherding                      |
| Queen Serenity                                                                   | Mami Koyama                          | Caroline Ebner                           |

### Musik
Die Musik des zweiteiligen Filmprojekts wurde – wie schon bei Sailor Moon Crystal – von Yasuharu Takanashi komponiert. Der Titelsong der Filme Tsukiiro Chainon (月色Chainon) wurde von Momoiro Clover Z mit Sailor5Guardians (den Seiyū der fünf „Inneren Sailor-Kriegerinnen“) gesungen. Das Lied wurde von Naoko Takeuchi unter dem Pseudonym Sumire Shirobara geschrieben und von Akiko Kosaka komponiert. Den Nachspanntitel des ersten Teils Watashi-tachi ni Naritakute (私たちになりたくて) sang Yōko Ishida und Anza den des zweiten Teils „Rashiku“ Ikimasho (“らしく” いきましょ). Das Lied Moon Effect war während des Endkampfes gegen Königin Nehelennia zu hören. Es wurde von Gesshoku Kaigi geschrieben und komponiert und von den Seiyū der zehn Sailor-Kriegerinnen gesungen.

## Sailor Moon Cosmos

### Handlung
Teil 1
Usagi und ihre Freundinnen sehen sich nach Monaten des Friedens mit Sailor Galaxia und ihrem Imperium Shadow Galactica konfrontiert. Ihr Ziel ist es mit Hilfe aller Sailor-Kristalle die Galaxis zu beherrschen und so beraubt sie vor Usagis Augen als erstes Mamoru seines Goldenen Kristalls. Für die weiteren Sailor-Kristalle entsendet Galaxia ihre Sailor Animamates, die nach und nach die Kristalle der anderen Sailor-Kriegerinnen stehlen und diese dadurch töten. Inmitten dieser Geschehnisse tauchen weitere Sailor-Kriegerinnen, die Starlights, deren Prinzessin Kakyu sowie ein kleines Mädchen namens Chibi Chibi, welche große Ähnlichkeit mit Chibiusa aufweist, auf. Usagi entscheidet sich mit deren Hilfe, die Sailor-Kristalle ihrer Freundinnen aus Galaxias Schloss zurückzuholen.
Teil 2
Auch für die Zukunft, in die Chibiusa zurückgekehrt ist, haben die Ereignisse Auswirkungen und so reist sie mit dem Sailor Quartett in die Vergangenheit, um Usagi im Kampf gegen Galaxia zu unterstützen. Auf dem Weg zum Schloss treffen Sailor Moon und ihre Gefährten zunächst weitere Mitglieder von Shadow Galactica und so werden auch die Starlights und Kakyu getötet. Als Sailor Moon gegen ihre von Galaxia kontrollierten Freundinnen und Mamoru kämpfen und diese vernichten muss und Galaxia die Kristalle endgültig zerstört, löst sich letztendlich auch Chibiusa auf. Es kommt zum Kampf zwischen Sailor Moon und Galaxia, in dem sich zum einen Chibi Chibi als Tarnidentität von Sailor Cosmos – der ultimativen Form von Sailor Moon aus einer fernen Zukunft – enthüllt und zum anderen mit dem Chaos ein noch größerer Feind und Ursprung aller bisherigen Feinde offenbart, dem sich Sailor Moon auf sich allein gestellt und mit letzter Kraft entgegenstellen muss.

### Entstehung
Ende April 2022 wurde bekannt, dass der fünfte Arc des Mangas (Stars) als Shadow Galactica Arc unter dem Titel Sailor Moon Cosmos als zweiteilige Filmreihe adaptiert werden soll. Das Filmprojekt wurde durch die Studios Tōei Animation und Studio Deen produziert, während Tomoya Takahashi die Regie übernahm. Der erste Film erschien am 9. Juni 2023 in den japanischen Kinos und der zweite am 30. Juni 2023. Die beiden Filme wurden weltweit – u. a. in deutscher Synchronisation – am 22. August 2024 auf Netflix veröffentlicht.

### Synchronisation
Die deutsche Synchronfassung wurde im Auftrag von Netflix durch das Synchronstudio FFS Film- & Fernseh-Synchron GmbH unter der Dialogregie von Matthias von Stegmann – der auch das Dialogbuch geschrieben hat – sowie Inez Günther erstellt.
| Figur                                                     | Japanischer Synchronsprecher (Seiyū) | Deutscher Synchronsprecher |
| --------------------------------------------------------- | ------------------------------------ | -------------------------- |
| Usagi Tsukino alias Sailor Moon alias Neo Queen Serenity  | Kotono Mitsuishi                     | Sabine Bohlmann            |
| Mamoru Chiba alias Tuxedo Mask alias King Endymion        | Kenji Nojima                         | Johannes Raspe             |
| Ami Mizuno alias Sailor Mercury                           | Hisako Kanemoto                      | Leslie-Vanessa Lill        |
| Rei Hino alias Sailor Mars                                | Rina Satō                            | Laura Maire                |
| Makoto Kino alias Sailor Jupiter                          | Ami Koshimizu                        | Lea Kalbhenn               |
| Minako Aino alias Sailor Venus                            | Shizuka Itō                          | Caroline Combrinck         |
| Chibiusa Tsukino alias Sailor Chibi Moon alias Small Lady | Misato Fukuen                        | Patricia Strasburger       |
| Luna                                                      | Ryō Hirohashi                        | Maresa Sedlmeir            |
| Artemis                                                   | Taishi Murata                        | René Oltmanns              |
| Diana                                                     | Shoko Nakagawa                       | Bettina Zech               |
| Setsuna Meioh alias Sailor Pluto                          | Ai Maeda                             | Christine Stichler         |
| Haruka Tennoh alias Sailor Uranus                         | Junko Minagawa                       | Kathrin Gaube              |
| Michiru Kaioh alias Sailor Neptune                        | Sayaka Ohara                         | Maren Rainer               |
| Hotaru Tomoe alias Sailor Saturn                          | Yukiyo Fujii                         | Shandra Schadt             |
| Ko Seiya alias Sailor Star Fighter                        | Marina Inoue                         | Nadja Sabersky             |
| Ko Taiki alias Sailor Star Maker                          | Saori Hayami                         | Marcia von Rebay           |
| Ko Yaten alias Sailor Star Healer                         | Ayane Sakura                         | Pia Amofa-Antwi            |
| Princess Kakyu alias Sailor Kakyu                         | Nana Mizuki                          | Gioia Osthoff              |
| Chibi Chibi alias Sailor Chibi Chibi                      | Kotono Mitsuishi                     | Sabine Bohlmann            |
| Sailor Cosmos alias Chibi Chibi                           | Keiko Kitagawa                       | Inez Günther               |
| Chaos                                                     | Mitsuki Saiga                        | Solveig Duda               |
| Sailor Galaxia                                            | Megumi Hayashibara                   | Elisabeth von Koch         |
| Sailor Iron Mouse                                         | Sena Koizumi                         | Paulina Rümmelein          |
| Sailor Aluminum Siren                                     | Ayumu Murase                         | Ilena Gwisdalla            |
| Sailor Lead Crow                                          | Yōko Hikasa                          | Vanessa Eckart             |
| Sailor Tin Nyanko alias Nyanko Suzu                       | Mariya Ise                           | Alina Abgarjan             |
| Sailor Heavy Metal Papillon                               | Haruka Kudō                          | Judith Peres               |
| Sailor Lethe                                              | Shiori Mikami                        | Mara de Temple             |
| Sailor Mnemosyne                                          | Kanae Itō                            | Johanna Giraud             |
| Sailor Phi                                                | Fumie Mizusawa                       | Constanze Buttmann         |
| Sailor Chi                                                | Yuka Komatsu                         | Mona Meiller               |
| Ikuko Tsukino                                             | Wakana Yamazaki                      | Anke Kortemeier            |
| Kenji Tsukino                                             | Mitsuaki Madono                      | Sebastian Pappenberger     |
| Shingo Tsukino                                            | Seira Ryū                            | Anton Günther              |
| Itto Asanuma                                              | Daisuke Sakaguchi                    | Xiduo Zhao                 |
| Phobos                                                    | Kanami Taguchi                       | Zina Laus                  |
| Deimos                                                    | Aya Yamane                           | Nina Steils                |
| Wiseman                                                   | Hiroshi Iwasaki                      | Hans Bayer                 |
| Sailor Ceres                                              | Reina Ueda                           | Angelina Markiefka         |
| Sailor Pallas                                             | Sumire Morohoshi                     | Laura Jenni                |
| Sailor Juno                                               | Yuko Hara                            | Alina Freund               |
| Sailor Vesta                                              | Rie Takahashi                        | Pola Jane O’Mara           |
| Guardian Cosmos                                           | Keiko Kitagawa                       | Inez Günther               |

### Musik
Die Musik des zweiteiligen Filmprojekts wurde – wie schon bei Sailor Moon Crystal und Sailor Moon Eternal – von Yasuharu Takanashi komponiert. Der Titelsong der Filme Tsuki no Hana (月の花) wurde von Daoko gesungen und geschrieben. Das Lied wurde von Seiichi Nagai komponiert und von Kensuke Ushio arrangiert. Den Vorspanntitel des ersten Teils sowie Nachspanntitel des zweiten Teils Moonlight Densetsu (ムーンライト伝説) sangen die Seiyū der fünf „Inneren Sailor-Kriegerinnen“; die der Sailor Starlights und Sailor Kakyu sangen den Vorspanntitel des zweiten Teils Sailor Star Song (セーラースターソング). Moonlight Densetsu wurde von Kanako Oda geschrieben und von Tetsuya Komoro komponiert. Sailor Star Song wurde von Naoko Takeuchi geschrieben und von Shouki Araki komponiert. Beide Lieder wurden von Gesshoku Kaigi arrangiert. Das Lied To the Shooting Star, im Original Nagareboshi He (流れ星へ), welches im ersten Teil zu hören war, wurde von den Seiyū der Three Lights gesungen, von Naoko Takeuchi geschrieben, von Kisaburou Suzuki komponiert und von Hidefumi Kenmochi arrangiert. Das Lied Happy Marriage Song spielte im zweiten Teil nach dem Abspann, während Usagis und Mamorus Hochzeit, und wurde von den Seiyū der zehn Sailor-Kriegerinnen und Mamoru gesungen, von Akiko Kosaka geschrieben und komponiert und von Gesshoku Kaigi arrangiert.